# 1946 au théâtre
| Années du théâtre : 1943 - 1944 - 1945 - 1946 - 1947 - 1948 - 1949    |
| Décennies du théâtre : 1910 - 1920 - 1930 - 1940 - 1950 - 1960 - 1970 |

Cet article présente les faits marquants de l'année 1946 au théâtre.

## Événements
Première édition du festival les Nuits de Fourvière.

## Pièces de théâtre représentées
- 8 novembre : La Putain respectueuse de Jean-Paul Sartre, mise en scène Julien Bertheau, Théâtre Antoine.
- 8 novembre : Morts sans sépulture de Jean-Paul Sartre, mise en scène de l'auteur et Michel Vitold, Théâtre Antoine.
- 20 novembre : Roméo et Jeannette de Jean Anouilh, mise en scène d'André Barsacq, Théâtre de l'Atelier (création).
- 21 décembre : L'Aigle à deux têtes de Jean Cocteau, mise en scène de l'auteur, théâtre Hébertot avec Edwige Feuillère et Jean Marais

## Naissances
- 10 janvier : Georges Beller, acteur et animateur de télévision français
- 10 février : Didier Bezace, acteur et  metteur en scène français
- 14 février : Catherine Arditi, actrice et metteur en scène française
- 17 février : André Dussollier, acteur français
- 18 février : Jean-Claude Dreyfus, acteur français
- 3 avril : Annick Blancheteau, actrice française
- 16 avril : Catherine Allégret, actrice française
- 18 avril : Jean-François Balmer, acteur d'origine suisse
- 22 avril : Nicole Garcia, actrice, scénariste et réalisatrice française
- 25 avril : Andrzej Seweryn, acteur français d'origine polonaise
- 2 août : Catherine Alcover, actrice et metteur en scène française
- 17 août : Didier Sandre, acteur et metteur en scène français
- 2 octobre : Marie-Georges Pascal, actrice française (†1985)
- 20 octobre : Elfriede Jelinek, dramaturge autrichienne, prix Nobel de littérature 2004.
- 28 octobre : Valérie Boisgel, actrice et directrice de théâtre française.
- 10 décembre : Catherine Hiegel, actrice française
- 15 décembre : Jean-Michel Ribes, acteur, metteur en scène et dramaturge français
- Date précise inconnue :
  - Gérard Lépinois, dramaturge français, qui écrit pour le théâtre de marionnettes.

## Décès
- 21 janvier : Raphaël Duflos, acteur français (°1858)
- 6 avril : Jeanne Brindeau, actrice française (°1860)
- 27 juillet : Gertrude Stein, dramaturge, poétesse, romancière et collectionneuse d'art américaine (° 1874)
- 19 août : 
  - Véra Sergine, actrice française (°1884)
  - René Alexandre, acteur français (°1885)
- 20 septembre : Raimu, acteur français (°18 décembre 1883).
- 12 octobre : Giuseppe Adami, dramaturge italien (°4 novembre 1878).
- 12 décembre : Renée Falconetti, actrice française (°1892)